# Justin Berkovi
Justin Berkovi (* 21. Mai 1974) ist ein britischer Techno-DJ und Musikproduzent.

## Leben
Justin Berkovi ist der Sohn eines Jazzmusikers und wuchs in Brighton auf. Nach einem Studium an der University of Sussex wurde er als DJ und Produzent aktiv. 1997 erschien seine erste Maxi bei Mosquito, 1998 sein Debütalbum Charm Hostel beim deutschen Label Force Inc. Im gleichen Jahr gründete er sein eigenes Label Predicaments. Maxis veröffentlichte er auch bei Djax Up und Music Man.
Festivalauftritte hatte er bei I Love Techno, Mysteryland, Time Warp und Nature One.

## Diskografie (Auswahl)

### Alben
- 1998: Charm Hostel
- 1999: After the Night
- 1999: In the Bag
- 2000: Live
- 2001: Transit
- 2004: Passion
- 2012: Mondrian

### Singles & EPs
- 1997: The Crouton EP
- 1997: 01273 Predicaments
- 1997: Gravel Heart
- 1998: Liquid Corruption
- 1998: Bloodrouting
- 1999: EPGB
- 1999: Rich Bitches & Superstuds
- 2000: Sustained Buxom Mad Chips
- 2000: Disconnected
- 2000: The Storm
- 2001: Travels
- 2001: Goodlife
- 2004: I Can Feel the Sound
- 2010: Throw Caution
- 2011: Backshredding
- 2012: Vice
- 2012: Old Timer
- 2015: What Will We Become?
- 2017: Modern World EP